# Campionato del mondo sportprototipi 1973
Il Campionato mondiale marche 1973 (en. World Championship for Makes 1973), è stata la 2ª edizione del Campionato del mondo sportprototipi.

## Risultati
| Nº | Data       | Gara                    | Costruttore | Piloti                                           | Resoconto |
| -- | ---------- | ----------------------- | ----------- | ------------------------------------------------ | --------- |
| 1  | 4 febbraio | 24 Ore di Daytona       | Porsche     | Peter Gregg Hurley Haywood                       | Resoconto |
| 2  | 25 marzo   | 6 Ore di Vallelunga     | Matra       | Henri Pescarolo Gérard Larrousse François Cevert | Resoconto |
| 3  | 15 aprile  | 1000 km di Digione      | Matra       | Henri Pescarolo Gérard Larrousse                 | Resoconto |
| 4  | 25 aprile  | 1000 km di Monza        | Ferrari     | Jacky Ickx Brian Redman                          | Resoconto |
| 5  | 6 maggio   | 1000 km di Spa          | Mirage      | Derek Bell Mike Hailwood                         | Resoconto |
| 6  | 13 maggio  | Targa Florio            | Porsche     | Herbert Müller Gijs van Lennep                   | Resoconto |
| 7  | 27 maggio  | 1000 km del Nürburgring | Ferrari     | Jacky Ickx Brian Redman                          | Resoconto |
| 8  | 10 giugno  | 24 Ore di Le Mans       | Matra       | Henri Pescarolo Gérard Larrousse                 | Resoconto |
| 9  | 24 giugno  | 1000 km di Zeltweg      | Matra       | Henri Pescarolo Gérard Larrousse                 | Resoconto |
| 10 | 21 luglio  | 6 Ore di Watkins Glen   | Matra       | Henri Pescarolo Gérard Larrousse                 | Resoconto |

## Classifica
Note I punti evidenziati in corsivo sono quelli scartati dal conteggio finale come da regolamento.
| Pos | Costruttore | 1  | 2  | 3  | 4  | 5  | 6  | 7  | 8  | 9  | 10 | Totale |
| --- | ----------- | -- | -- | -- | -- | -- | -- | -- | -- | -- | -- | ------ |
| 1   | Matra       |    | 20 | 20 | 12 | 12 |    |    | 20 | 20 | 20 | 124    |
| 2   | Ferrari     | 15 | 15 | 15 | 20 | 10 |    | 20 | 15 | 12 | 15 | 115    |
| 3   | Porsche     | 20 | 8  | 3  | 3  | 8  | 20 | 10 | 10 | 3  | 6  | 82     |
| 4   | Mirage      |    |    | 8  |    | 20 |    |    |    | 10 | 10 | 48     |
| 5   | Lola        |    | 6  | 6  | 10 | 6  | 8  |    |    |    |    | 36     |
| 6   | Chevron     |    | 1  |    | 4  | 2  | 10 | 12 |    | 1  |    | 30     |
| 7   | Lancia      |    |    |    |    |    | 15 |    |    |    |    | 15     |
| 8   | Chevrolet   | 12 |    |    |    |    |    |    |    |    | 2  | 14     |
| 9   | Alfa Romeo  |    |    |    | 8  |    | 1  |    |    | 4  |    | 13     |